# امی امباکه تیام
امی امباکه تیام (انگلیسی: Amy Mbacké Thiam؛ زادهٔ ۱۹ نوامبر ۱۹۷۶) دونده اهل سنگال بود.
وی در مسابقات کشوری و بین‌المللی در مجموع برندهٔ ۲ مدال طلا، ۲ مدال نقره، ۱ مدال برنز شده‌است.